# 哈斯拉赫河 (賴謝埃布拉赫河支流)
49°44′34″N 10°38′55″E / 49.74278°N 10.64861°E

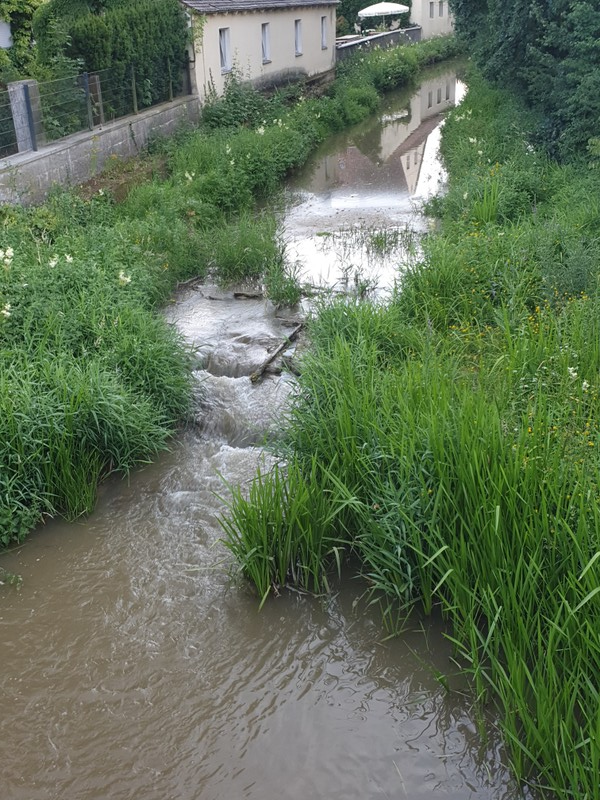

哈斯拉赫河（德語：Haslach），是德國的河流，位於該國東南部，由巴伐利亞負責管轄，屬於賴謝埃布拉赫河的右支流，河道全長5公里，流域面積55平方公里，河口處在施呂瑟爾費爾德以南。